# Pelexia macropoda
Pelexia macropoda es una especie de orquídea de hábito terrestre originaria de América. 

## Descripción
Es una especie de orquídea de un tamaño medio. Tiene hábitos terrestres.

## Distribución y hábitat
Se encuentra  en el sudoeste  y sur de Brasil.

## Sinonimia
- Spiranthes macropoda Barb.Rodr., Gen. Spec. Orchid. 1: 186 (1877).
- Stenorrhynchos macropodum (Barb.Rodr.) Barb.Rodr., Gen. Spec. Orchid. 1(Index): x (1877).[3]